# أحادي ستيرات الغليسرول
أحادي ستيرات الغليسرول (Glycerol monostearate) هو مركب عضوي يستخدم كمستحلب.

## التسمية العامة
الدستور الأمريكي والصيغ الوطنية الأمريكية : Glyceryl monostearate

## الأسماء المرادفة
Aldo MS ; Arlacel 129 ; Atmos 150 ; Cithrol GMS NE ; Estol 1473 ; glycerol monostearate ; glycerol stearste ; glyceryl stearte ; GMS ; Hodag GMS ; Imwitor ; monostearin ; Myva-plex 600p ; protachem GMS –450 ; Rita-GMS ; Simulsol 165.

## التسمية الكيميائية
Octadecanoic acid ; monoester with 1,2,3-propane-triol [31566-31-1]

## الاستخدام الصيدلاني
مرطّب ، عامل مستحلب ، مذيب (محلّ) ، عامل مثبت ، مزلق في المحافظ والمضغوطات .
يُستخدم الغليسيريل مونوسيترات كعامل استحلابي غير أيوني وكعامل مثبت ومرطب ملون في مختلف أنواع الأغذية والأشكال الصيدلانية والمستحضرات التجميلية .
كما يلعب دور عامل مثبت فعال فمثلاً يمكن أن يُستخدم كمحلول استحلابي للمواد القطبية وغير القطبية التي يمكن أن تشكّل مستحلب من النمط (زيت/ماء) أو (ماء/زيت) .
و نظراً لهذه الخصائص يُستفاد منه كعامل مشتت (مُفرّق) للصباغ في الزيت أو للأجسام الصلبة في الزيت . كما يُستخدم كمحلّ للفوسفولبيدات كالليستيك .
يُستعمل الغليسيريل مونوسيترات كمزلق وكعامل مساعد لتحرر المادة المقومة في المضغوطات .

## التأثير على صحة الجسم
يُستخدم الغليسيسريل مونوسيترات في مستحضرات التجميل والأغذية والأشكال الصيدلانية الفموية والموضعية التطبيق ويُشار عادة إلى أنه سواغ غير سام وغير مخرش .
			LD50 (mouse,IP) = 0.2 g/kg

## سلامة الاستعمال
تختلف الاحتياطات المتبعة أثناء التعامل مع المادة باختلاف الكمية والظروف المحيطة .

## التنافرات
درجات الاستحلاب الذاتي للغليسيريل وحيد الشمعات تتنافر مع المواد الحمضية .